# Miller Anderson
Miller Altman Anderson (Chicago, 27 dicembre 1922 – Columbus, 29 ottobre 1965) è stato un tuffatore e militare statunitense.

## Biografia
Si arruolò nell'United States Army Air Corps e come pilota ottenne diversi riconoscimenti importanti.
Durante un'operazione bellica nella seconda guerra mondiale, la sua 112ª missione,  fu ferito ad una gamba e catturato dai tedeschi, che lo portarono in un ospedale, dopo un mese l'ospedale venne preso dai reparti statunitensi e Anderson poté essere operato salvandosi in tal modo la gamba dall'amputazione.
In seguito partecipò alle olimpiadi vincendo una medaglia d'argento ai Tuffi ai Giochi della XIV Olimpiade nel trampolino 3 m con 157,29 punti, meglio di lui solo il connazionale Bruce Harlan, lo stesso risultato lo ebbe ai Tuffi ai Giochi della XV Olimpiade, sempre argento con 199,84 punti, questa volta dietro a David Browning. Ai I Giochi panamericani vinse una medaglia d'argento (trampolino 3 m) e una di bronzo (piattaforma 10 m).

## Riconoscimenti
- International Swimming Hall of Fame, 1967